# Andre Burley
Andre Maurice Keith Burley (* 10. September 1999 in Slough) ist ein englischer Fußballspieler, der auch die Staatsbürgerschaft von St. Kitts und Nevis innehat.

## Karriere

### Verein
Er begann seine Karriere in der Jugend des FC Reading. Dort unterschrieb er dann auch zur Saison 2018/19 einen Profivertrag, kam innerhalb der Liga jedoch nur bei der U23 zum Einsatz. Nach ein paar Einsätzen im FA Cup, ging es im Februar 2020 per Leihe zum irischen Waterford FC. In der dortigen Liga kam er in drei Partien zum Einsatz. 
Von dort wechselte er ablösefrei im September 2020 weiter zu den Wycombe Wanderers. Mitte Dezember folgte die nächste Leihe, diesmal zu Hungerford Town. Nach einem Monat war er bereits wieder zurück bei seiner eigentlichen Mannschaft.

### Nationalmannschaft
Nach der U20 hatte er seinen ersten Einsatz für die Nationalmannschaft von St. Kitts und Nevis am 24. März 2021 bei einem 1:0-Heimsieg während der Qualifikation für die Weltmeisterschaft 2022 gegen die Mannschaft von Puerto Rico. Hier stand er in der Startelf und spielte über die vollen 90. Minuten. Seinen zweiten Einsatz erhielt er vier Tage später bei dem 4:0-Sieg gegen die Bahamas.